# Kanton Cherbourg-Octeville-Sud-Ouest
Kanton Cherbourg-Octeville-Sud-Ouest (francouzsky Canton de Cherbourg-Octeville-Sud-Ouest) byl francouzský kanton v departementu Manche v regionu Dolní Normandie. Tvoilo ho šest obcí. Zrušen byl po reformě kantonů 2014.

## Obce kantonu
- Cherbourg-Octeville (jihozápadní část)
- Couville
- Hardinvast
- Martinvast
- Saint-Martin-le-Gréard
- Tollevast